# ビシュヌプリヤ・マニプリ語版ウィキペディア

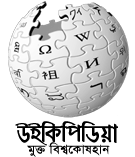
ビシュヌプリヤ・マニプリ語版ウィキペディアのロゴ

ビシュヌプリヤ・マニプリ語版ウィキペディア（ビシュヌプリヤ・マニプリごばんウィキペディア）はビシュヌプリヤ・マニプリ語で編集されているウィキペディアである。2006年11月に発足し、2007年8月7日の時点で19,914項目（第46位）である。